# Rejencja Stuttgart
Rejencja Stuttgart (niem. Regierungsbezirk Stuttgart) – jedna z czterech rejencji niemieckiego kraju związkowego Badenia-Wirtembergia. Główny urząd rejencji, prezydium (Regierungspräsidium) ma siedzibę w Stuttgarcie. Prezydium rejencji podlega Ministerstwu Spraw Wewnętrznych (Innenministerium) Badenii-Wirtembergii.

## Geografia
Rejencja Stuttgart leży w północno-wschodniej części Badenii-Wirtembergii. Od południa graniczy z rejencją Tybinga, od zachodu i północnego zachodu z rejencją Karlsruhe a od północy i od wschodu z Bawarią. Obecne granice otrzymała po reformie administracyjno-terytorialnej 1 stycznia 1973.

## Historia
Rejencja istnieje od powstania Badenii-Wirtembergii w 1952. Obejmowała wówczas przede wszystkim północną część Wirtembergii, a zatem badeńską część dawnego kraju związkowego Wirtembergia-Badenia. Do 31 grudnia 1972 nosiła nazwę Nordwürttemberg (pol. Północnej Wirtembergii), zmieniono ją wskutek reformy, gdy na północny przyłączono część dawnego obszaru Badenii, oddając część obszaru na południowym zachodzie rejencji Karlsruhe.

## Podział administracyjny
Rejencja Stuttgart dzieli się na:
- trzy regiony (Region)
- dwa miasta na prawach powiatu (Stadtkreis)
- jedenaście powiatów ziemskich (Landkreis)

Regiony:
| Lp. | Nazwa regionu     | Ludność (31 grudnia 2022) | Powierzchnia km² | Liczba miast na prawach powiatu | Liczba powiatów |
| --- | ----------------- | ------------------------- | ---------------- | ------------------------------- | --------------- |
| 1   | Heilbronn-Franken | 934.259                   | 4.764,93         | 1                               | 4               |
| 2   | Ostwürttemberg    | 454.666                   | 2.138,68         | 0                               | 2               |
| 3   | Stuttgart         | 2.783.899                 | 3.653,96         | 1                               | 5               |

Miasta na prawach powiatu:
| Lp. | Nazwa miasta | Ludność (31 grudnia 2022) | Powierzchnia km² |
| --- | ------------ | ------------------------- | ---------------- |
| 1   | Heilbronn    | 128.334                   | 99,90            |
| 2   | Stuttgart    | 632.865                   | 207,32           |

Powiaty ziemskie:
| Lp. | Nazwa powiatu   | Ludność (31 grudnia 2022) | Powierzchnia km² | Liczba gmin |
| --- | --------------- | ------------------------- | ---------------- | ----------- |
| 1   | Böblingen       | 398.528                   | 617,78           | 26          |
| 2   | Esslingen       | 540.226                   | 641,28           | 44          |
| 3   | Göppingen       | 261.857                   | 642,32           | 38          |
| 4   | Heidenheim      | 135.035                   | 627,12           | 11          |
| 5   | Heilbronn       | 353.283                   | 1.099,94         | 46          |
| 6   | Hohenlohe       | 115.063                   | 776,76           | 16          |
| 7   | Ludwigsburg     | 551.051                   | 686,77           | 39          |
| 8   | Main-Tauber     | 134.745                   | 1.304,12         | 18          |
| 9   | Ostalb          | 319.631                   | 1.511,38         | 42          |
| 10  | Rems-Murr       | 432.397                   | 858,09           | 31          |
| 11  | Schwäbisch Hall | 202.834                   | 1.484,06         | 30          |

## Prezydenci rejencji
- 1967–1977 Friedrich Roemer
- 1977–1989 Manfred Bulling
- od 1989 Udo Andriof